# Microregione di Cerro Azul
Cerro Azul è una microregione del Paraná in Brasile, appartenente alla mesoregione di Metropolitana de Curitiba.

## Comuni
È suddivisa in 3 comuni:
- Adrianópolis
- Cerro Azul
- Doutor Ulysses